# Erigone clavipalpis
Erigone clavipalpis là một loài nhện trong họ Linyphiidae.
Loài này thuộc chi Erigone. Erigone clavipalpis được Alfred Frank Millidge miêu tả năm 1991.